# Количество эритроцитов
Количество эритроцитов — это показатель анализа крови, позволяющий спрогнозировать ряд заболеваний и обычно используемый для мониторинга анемий.
Количество эритроцитов в единице объёма крови зависит от состояния гидратации организма. При дегидратации эти показатели увеличиваются потому, что уменьшен объём плазмы. При гидратации следует ожидать их снижения, но абсолютное число эритроцитов не меняется. Это должно учитываться при интерпретации результатов анализа крови пациентов.

## Нормальный показатель
(4,0 — 5,1) • 1012 эритроцитов /л у мужчин;
(3,7 — 4,7) • 1012 эритроцитов/л у женщин.
Объём крови указан в скобках в литрах. У мужчины объём крови в среднем больше на 1 л, поэтому число эритроцитов у мужчин также больше.
Подсчёт эритроцитов производится с помощью электронных счётчиков форменных элементов гематологических автоматизированных анализаторов.

## Пониженный показатель
Обычно свидетельствует о наличии анемии, которые подразделяются на четыре группы:
1) белково-дефицитные, витаминодефицитные, железодефицитные. Возникают по ряду причин:
1. недостаточного поступления железа с пищей;
2. в результате повышенной потребности организма;
3. нарушения всасывание железа в кишечнике;
4. кровопотерь различного генеза;
5. нарушение транспорта железа вследствие дефицита трансферрина;
6. избытка в рационе продуктов, связывающих железо в неусваивающиеся соединения;

2) постгеморрагические, возникающие вследствие острых и хронических кровопотерь;
3) гипопластические и апластические;
4) гемолитические: наследственные и приобретённые

## Повышенный показатель
Повышение числа эритроцитов — эритроцитоз. Повышение числа более 6,5 • 1012/л является симптомом эритремии, возникающим вследствие гиперплазии красного костного мозга.
Бывают вторичные абсолютные и относительные эритроцитозы.
Вторичные эритроцитозы связаны со снижением массы циркулирующей крови и плазмы при нормальном объёме циркулирующих эритроцитов.

## Возрастные изменения RBC
Количество эритроцитов изменяется в разные периоды жизни. Количество эритроцитов сразу после рождения достаточно высоко. При поздней перевязке пуповины количество эритроцитов более 6,0х1012/л.
Вероятно, это следствие маточных сокращений на фоне прекращения пульсации пупочной артерии (a. umbilicalis), что приводит к поступлению в кровоток плода значительного количества плацентарной крови. В ближайшем послеродовом периоде количество эритроцитов снижается, хотя и не так резко; могут развиться микроцитоз и железодефицитная анемия.
С возрастом происходит снижение показателей крови, особенно у мужчин.

## Физическая нагрузка
У стайеров наблюдают "спортивную" анемию, характеризующуюся небольшим снижением гемоглобина и количества эритроцитов в результате увеличения объема плазмы.
У спринтеров, испытывающих короткие, но интенсивные нагрузки происходит увеличение количества эритроцитов на 0,5х1012/л и гемоглобина на 15 г/л, в значительной степени из-за сокращения объема плазмы и в меньшей — из-за возврата в кровоток клеток, депонированных в селезенке. Это состояние проходящее и развивается у спортсменов непосредственно после забега.

## Саморегуляция количества эритроцитов
Уменьшение числа эритроцитов по какой-либо причине вызывает снижение количества кислорода в крови. Снижение количества кислорода стимулирует образование ренина в почках. Сформированный в почках гормон эритропоэтин доставляется кровью в костный мозг. Эритропоэтин усиливает воспроизводство эритроцитов в костном мозге. Количество эритроцитов восстанавливается. Содержание кислорода в крови возрастает, и продукция эритропоэтина в почках снижается.
У здоровых людей скорость образования эритроцитов в костном мозге соответствует скорости их разрушения в клетках ретикуло-эндотелиальной системы, соответственно, количество эритроцитов приблизительно постоянно и его достаточно, чтобы обеспечить кислородом все органы и ткани.

## Ресурсы
- Данилова Л. А. // Анализы крови, мочи и других биологических жидкостей человека // 2014
- С.М. Льюис, Б. Бэйн, И. Бэйтс // Практическая и Лабораторная гематология // 2009 // C. 33
- И.Л. Давидкин // Болезни крови в амбулаторной практике // 2011
- К. Хиггинс // Расшифровка клинических лабораторных анализов // 2016 // C. 329, С. 333
- clearblood.xyz